# Christopher Boyes
Christopher Boyes é um sonoplasta estadunidense. Venceu o Oscar de melhor edição de som pelos filmes Titanic e Pearl Harbor e o Oscar de melhor mixagem de som na edição de 2004 por The Lord of the Rings: The Return of the King e na edição de 2006 por King Kong, ambos ao lado de Michael Semanick, Michael Hedges e Hammond Peek.